# Невеличук Сергій Васильович

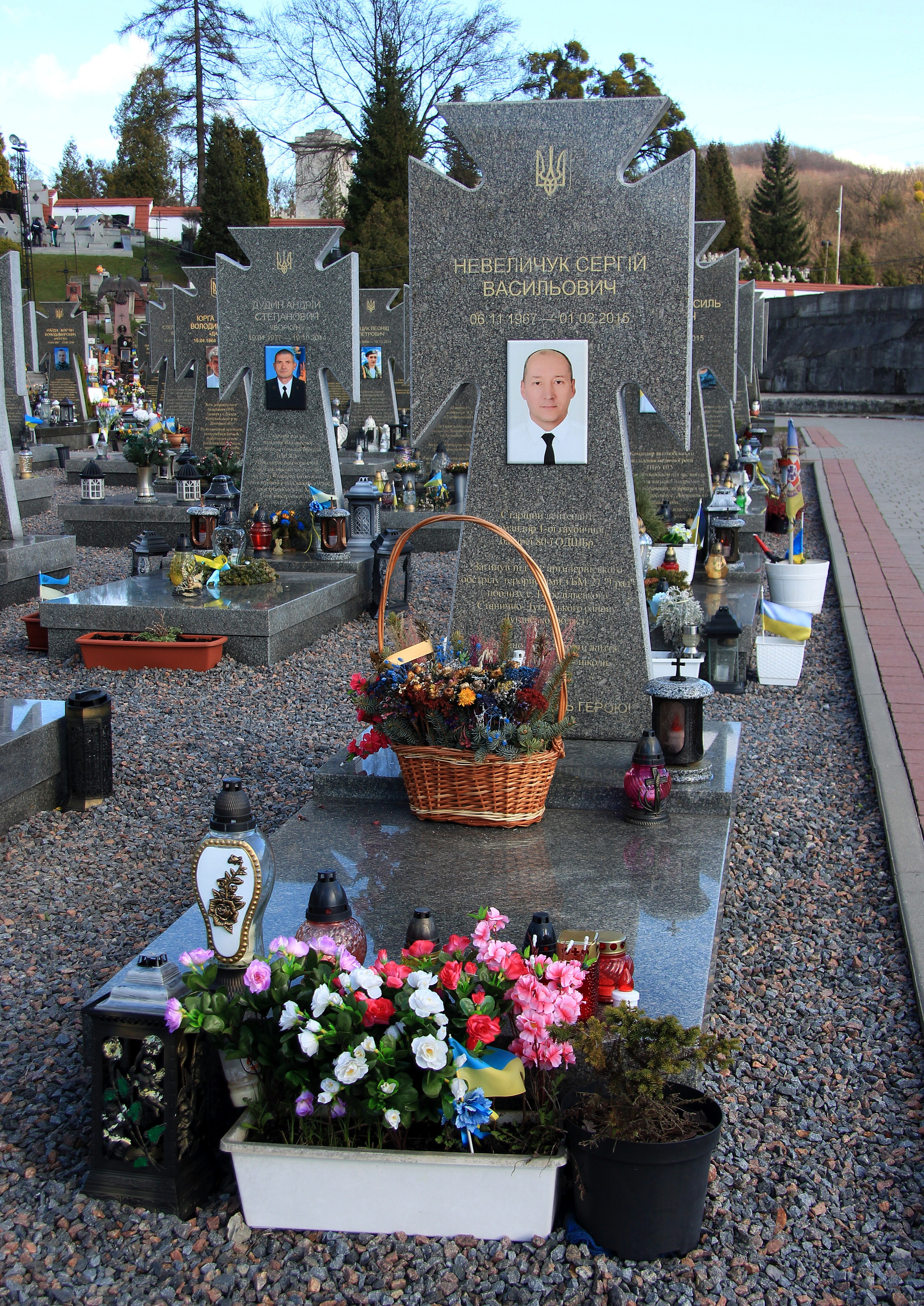

Сергі́й Васи́льович Невеличу́к (нар.6 листопада 1967, Брюховичі — пом.1 лютого 2015, Передільське) — український військовик, старший лейтенант 80-ї окремої десантно-штурмової бригади Збройних сил України.

## Короткий життєпис
Закінчив Хмельницьке вище артилерійське командне училище. Займався підприємництвом і громадською діяльністю, один з керівників ГО «Я львів'янин».
2010 року балотувався від партії «Україна соборна» на виборах до Львівської міськради.
Командир першої гаубичної батареї, 80-та окрема високо-мобільна десантна бригада.
Загинув 1 лютого 2015 року під час вчиненого терористами артилерійського обстрілу з БМ-21 вогневих позицій підрозділів 80-ї бригади поблизу села Передільське.
Без Сергія залишилися дружина, син Олександр (2004 р.н.) та донька Ольга (1998 р.н.).
Похований 5 лютого 2015-го в місті Львів, Личаківський цвинтар, поле почесних поховань.

## Нагороди
За особисту мужність і героїзм, виявлені у захисті державного суверенітету та територіальної цілісності України, вірність військовій присязі під час російсько-української війни, відзначений — нагороджений
- 27 червня 2015 року — орденом Богдана Хмельницького III ступеня (посмертно).